# Дафни (Света гора)
Вижте пояснителната страница за други значения на Дафни.
Да̀фни (на гръцки: Δάφνη) е малко селище в Света гора. Разположено е на югозападния бряг на Атонския полуостров, между манастирите „Ксиропотам“ и „Симонопетра“. Използва се главно за пристанище и входен пункт към Атонската монашеска република. Има дневни фериботни връзки с Урануполи, Халкидики.